# مغيميمية (مغيمييمة)
مغيميمية هو دُوَّار يقع بجماعة تيسينت، إقليم طاطا، جهة سوس ماسة في المملكة المغربية. ينتمي الدوّار لمشيخة مغيمييمة التي تضم دوار واحد. يقدر عدد سكانه بـ 677 نسمة حسب الإحصاء الرسمي للسكان والسكنى لسنة 2004.

## روابط خارجية
- البوابة الوطنية للجماعات الترابية نسخة محفوظة 12 مارس 2018 على موقع واي باك مشين.
- المندوبية السامية للتخطيط